# Dracula (film din 1931)
Dracula (1931) este un film de groază cu vampiri regizat de Tod Browning, cu Bela Lugosi în rolul principal. A apărut înainte de impunerea Codului Hays de producție a filmelor. Filmul este produs de Universal și se bazează pe piesa de teatru omonimă de Hamilton Deane și John L. Balderston, piesă de teatru care la rândul ei se bazează pe romanul Dracula de Bram Stoker.

## Prezentare
Filmul începe în ziua dinainte de Noaptea Valpurgiei, când avocatul Renfield (Dwight Frye) călătorește spre castelul contelui Dracula (Bela Lugosi) din Transilvania cu privire la o chestiune de afaceri după spusele sale. Oamenii din satul local se tem că vampirii locuiesc în castel și-l avertizează pe Renfield să nu meargă acolo. Renfield refuză să stea la han și îi cere vizitiului să-l ducă spre trecătoarea Borgo. Renfield ajunge la castelul lui Dracula cu diligența, iar Dracula este deghizat ca vizitiu. Pe drum, Renfield scoate capul pe fereastră pentru a-i cere vizitiului să încetinească, dar vede că acesta a dispărut; iar un liliac conduce cei doi cai.

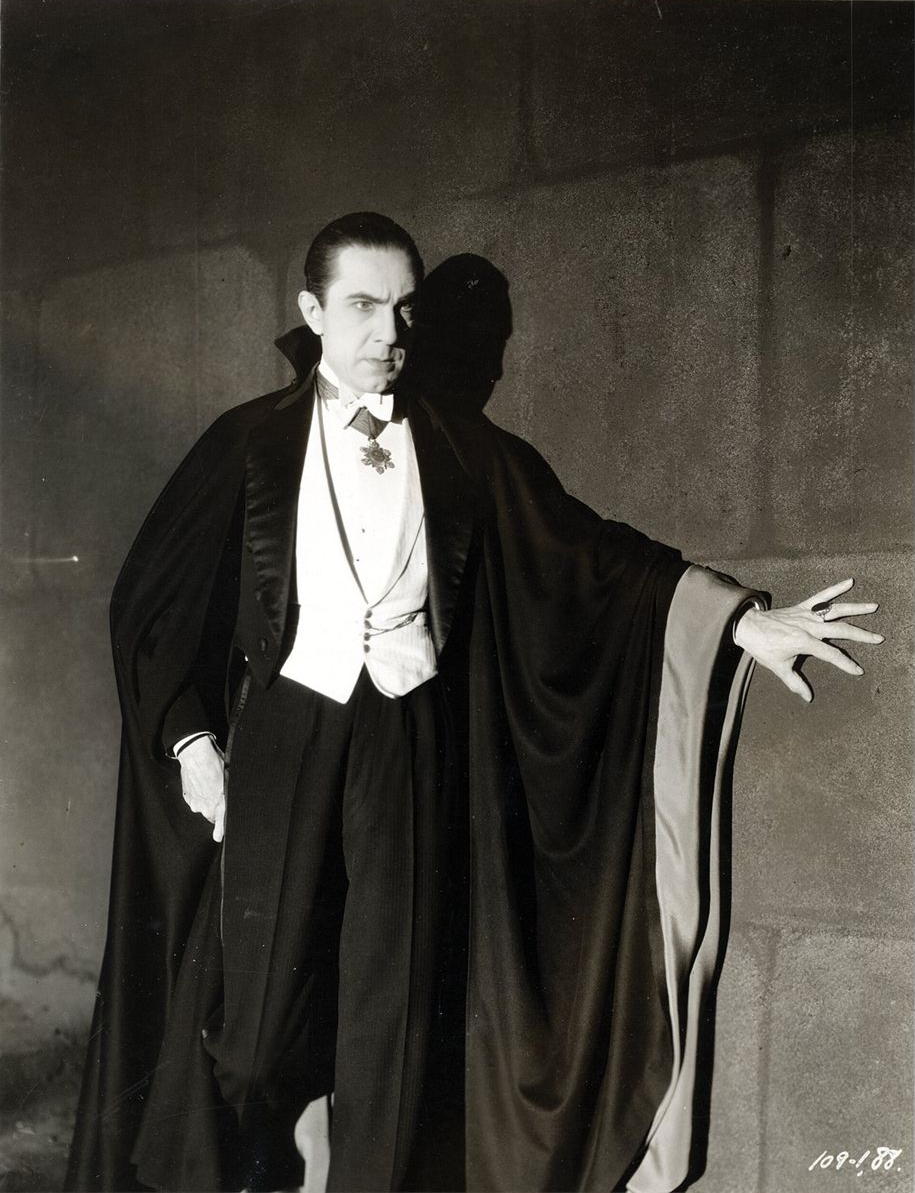
Bela Lugosi ca Dracula

Renfield intră în castel unde este primit de contele fermecător, dar excentric, care, fără știința lui Renfield , este un vampir. Ei discută despre intenția lui Dracula de a închiria abația Carfax din Londra, unde intenționează să călătorească a doua zi. Dracula îi dă să bea un pahar de vin foarte vechi și îi spune că el nu bea niciodată ...vin. Apoi îl hipnotiză pe Renfield să deschidă o fereastră. Renfield vede afară un liliac, iar cele trei neveste ale lui Dracula se apropie de el. Dracula le îndepărtează, apoi se năpustește asupra lui Renfield care era căzut la podea.
La bordul goeletei Vesta, Renfield este arătat ca un sclav lunatic al lui Dracula. Contele se ascunde ziua într-un sicriu și se hrănește noaptea cu echipajul navei. Când goeleta ajunge în Anglia, Renfield este singura persoană vie de la bord. Renfield este trimis la sanatoriul Dr. Seward, aflat în apropiere de abația Carfax.
La teatrul din Londra, Dracula se întâlnește cu Seward (Herbert Bunston). Seward îi prezintă pe fiica sa Mina (Helen Chandler), logodnicul ei John Harker (David Manners) și o prietenă a familiei, Lucy Weston (Frances Dade). Lucy este fascinată de contele Dracula. În acea noapte, Dracula intră în camera ei și se hrănește cu sângele ei în timp ce aceasta doarme. Lucy moare a doua zi după o serie de transfuzii.
Renfield este obsedat de muște și de păianjeni. Profesorul Van Helsing (Edward Van Sloan) cercetează sângele lui Renfield și descoperă cauza obsesiei lui. Începe să vorbească despre vampiri, iar după-amiaza, Renfield îi cere lui  Seward să-l trimită departe, susținând că strigătele lui, noaptea, pot deranja visurile Minei. Când Dracula îl cheamă pe Renfield cu un urlet de lup, Renfield este deranjat de Van Helsing, când îi arată omag albastru, plantă despre Van Helsing crede că este folositoare la protecția împotriva vampirilor.
Dracula o vizitează pe Mina, adormită în dormitorul ei și o mușcă. În seara următoare, Dracula îi vizitează iar, iar Van Helsing și Harker observă că nu are nicio reflecție în oglindă. Când Van Helsing îi spune lui Dracula acest lucru, acesta sparge oglinda și pleacă. Van Helsing deduce că Dracula este vampirul din spatele tragediilor recente.
Mina iese din camera ei și merge la Dracula în grădină, unde o atacă. Ea este găsită de servitoare. Ziarele scriu despre o femeie albă care îi atrage pe copiii din parc și îi mușcă. Mina o recunoaște pe femeie ca fiind doamna Lucy, care a decedat și s-a ridicat din mormânt ca vampir. Harker vrea s-o ducă pe Mina la Londra pentru siguranța ei, dar este convins s-o lase pe Mina cu Van Helsing. Van Helsing ordonă asistentei Briggs s-o îngrijească pe Mina când doarme și să nu scoată legătura de omag albastru de la gâtul ei. 
Renfield scapă din celula sa și ascultă bărbații cum discută despre vampiri. Înainte de a-l duce pe Renfield înapoi în celulă, le povestește cum Dracula l-a convins să intre de bună voie în sanatoriu, promițându-i mii de șobolani cu sânge și viață în ei. Dracula intră în salonul lui Seward și discută cu Van Helsing. Dracula afirmă că Mina îi aparține acum și îl avertizează pe Van Helsing să se întoarcă în Olanda, țara sa de origine. Van Helsing jură să excaveze abația Carfax și să-l distrugă pe Dracula. Dracula încearcă să-l hipnotizeze pe Van Helsing, dar voința acestuia se dovedește mai puternică. Dracula se îndreaptă spre Van Helsing să-l înhațe, dar se retrage din cauza unui crucifix din haina acestuia.
Harker o vizitează pe Mina pe o terasă, iar ea îi vorbește despre cât de mult iubește "nopțile și ceața". Un liliac zboară deasupra lor și chițăie către Mina. Apoi îl atacă pe Harker, dar Van Helsing și Seward îl salvează. Mina mărturisește ceea ce i-a făcut Dracula și îi spune lui Harker că dragostea dintre ei s-a terminat.
Dracula o hipnotizează pe Briggs să scoată legătura de omag albastru de la gâtul Minei și să deschidă ferestrele. Van Helsing și Harker văd cum Renfield se îndreaptă spre abația Carfax. Îi observă pe Dracula cu Mina în mănăstire. Când Harker strigă la Mina, Dracula crede că Renfield i-a condus acolo și îl ucide. Dracula este vânat dimineață, la răsăritul soarelui de Van Helsing și Harker care știu că Dracula este nevoit să doarmă în sicriul său în timpul zilei. Van Helsing pregătește un țăruș din lemn în timp ce Harker o caută pe Mina. Van Helsing îl lovește pe Dracula, ucigându-l iar  Mina își revine la normal.

## Distribuție
- Bela Lugosi -Contele Dracula
- Helen Chandler - Mina Seward
- David Manners - John Harker
- Dwight Frye - avocatul Renfield
- Edward Van Sloan - profesorul Van Helsing
- Herbert Bunston - Dr. Seward
- Frances Dade - Lucy Weston
- Joan Standing - sora medicală Briggs
- Charles K. Gerrard ca Martin, însoțitorul lui Renfield

Următorii apar în roluri nemenționate:
- Producătorul/regizorul filmului Tod Browning ca vocea din fundal a șefului portului.
- Carla Laemmle la începutul filmului, ca femeie în diligența în care se află și Renfield. Femeia citește cu voce tare dintr-o carte de călătorii: "De-a lungul piscurilor abrupte care se încruntă asupra trecătoarei Borgo se găsesc castele ruinate dintr-o epocă trecută...[7] Laemmle a fost una dintre ultimele vedete supraviețuitoare ale filmului mut, care a murit în 2014, cu 4 luni înainte să împlinească 105 ani. Ea era verișoara producătorului filmului, Carl Laemmle Jr. și nepoata fondatorului  Universal Studios, Carl Laemmle.
- Geraldine Dvorak, Cornelia Thaw și  Dorothy Tree ca cele trei soții ale lui Dracula

## Producție
În 1930, studiourile Universal au pierdut 2,2 milioane de dolari. În 48 de ore de la premiera sa la New York's Roxy Theatre din 12 februarie 1931, filmul Dracula a vândut 50.000 de bilete, acesta fiind începutul unui profit de 700.000 de dolari, cel mai mare pentru o lansare Universal din 1931. Ca rezultat, șeful producției, Carl Laemmle Jr., a anunțat că există planuri imediate pentru realizarea mai multor filme de groază.
Decizia privind distribuirea rolului titular s-a dovedit a fi problematică. Inițial, Laemmle nu era deloc interesat de Lugosi, în ciuda unor recenzii bune privind interpretarea sa ca Dracula pe scenă (teatru).  În schimb, Laemmle a luat în considerat să angajeze alți actori, inclusiv Paul Muni, Chester Morris, Ian Keith, John Wray, Joseph Schildkraut, Arthur Edmund Carewe și William Courtenay. Lugosi a jucat rolul pe Broadway și, spre norocul său, s-a nimerit să se afle în Los Angeles în turneu cu piesa de teatru, când se făcea distribuția filmului. Împotriva preferințelor celor de la studio, Lugosi a dus muncă grea de convingere și a fost preferat până la urmă datorită, în parte, faptului că a acceptat un salariu meschin de doar 500 $ pe săptămână timp de șapte săptămâni, în total  3.500 $.

## Moștenire

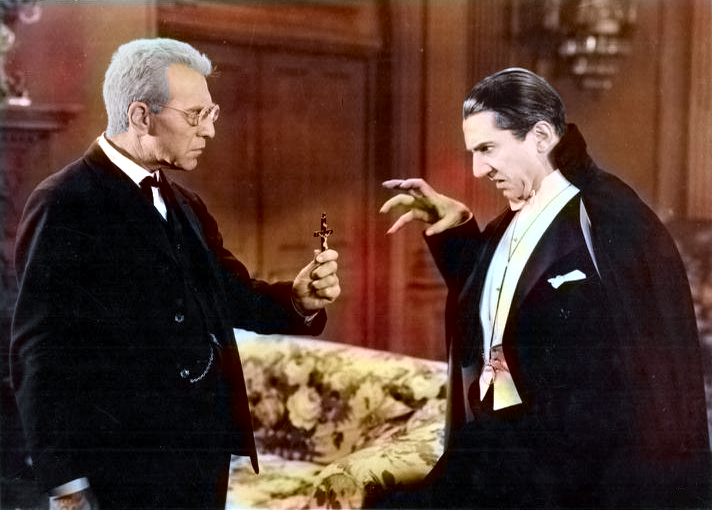
Bela Lugosi și Edward Van Sloan.

Astăzi, Dracula este considerat un film clasic al epocii și al genului său. În 2000, a fost selectat de Biblioteca Congresului Statelor Unite ale Americii pentru a fi conservat în Registrul Național de Film ca fiind "semnificativ cultural, istoric sau din punct de vedere estetic". Filmul a fost clasificat pe locul 79 în topul 100 Scariest Movie Moments realizat de Bravo.
Pentru majoritatea iubitorilor de film și critici, portretizarea lui Lugosi ca Dracula este considerată definitivă. Lugosi a avut o prezență puternică și autoritară pe marele ecran. Ritmul lent, deliberat al interpretării sale (I bid you… welcome! - Îți urez bun venit și I never drink… wine! - Niciodată nu beau... vin!) i-a dat lui Dracula aerul unui cadavru care merge și vorbește , care a îngrozit publicul în 1931.  El a fost atât de convingător fără niciun dialog, încât numeroase prim-planuri ale feței lui Lugosi într-o tăcere îngheațată au țâșnit din ecran. Cu această interpretare fascinantă, Dracula a devenit rolul de neuitat al lui Bela Lugosi, Dracula interpretat de el devenind  o icoană culturală și el însuși o legendă a seriei clasice de filme Universal Horror.
Cu toate acestea, Dracula s-ar transforma în cele din urmă într-un rol care s-ar dovedi atât o binecuvântare, cât și un blestem. În ciuda numeroaselor sale succese anterioare într-o varietate de roluri (de teatru și film), în momentul în care Lugosi a purtat pelerina vampirului pe marele ecran, pentru totdeauna a rămas întipărit în memoria umanității ca Dracula.
Browning va continua să regizeze cu Lugosi  un alt film thriller cu vampiri, Mark of the Vampire (Semnul vampirului), o refacere din 1935 a filmului său mut London After Midnight (1927).
Filmul apare în următoarele liste ale Institutului American de Film:
- 2001: AFI's 100 Years...100 Thrills – #85[14]
- 2003: AFI's 100 Years...100 Heroes & Villains:
  - Contele Dracula – #33 ca răufăcător[15]
- 2005: AFI's 100 Years...100 Movie Quotes (100 de ani...100 de replici memorabile):
  - Contele Dracula: Ascultă-i. Copiii nopții, ce muzica fac. - Listen to them. Children of the night. What music they make. – #83[16]

Afișele originale ale filmului de la premiera din 1931 (vezi imaginea de mai jos, rândul de sus) sunt foarte rare și extrem de valoroase, de obicei la licitații sunt vândute cu mai mult de 100.000 $. În 2009, un afiș original deținut de actorul Nicolas Cage s-a vândut cu 310.700 de dolari. Relansarea unor afișe (vezi imaginea de mai jos, rândul de jos) este și ea o afacere profitabilă. 

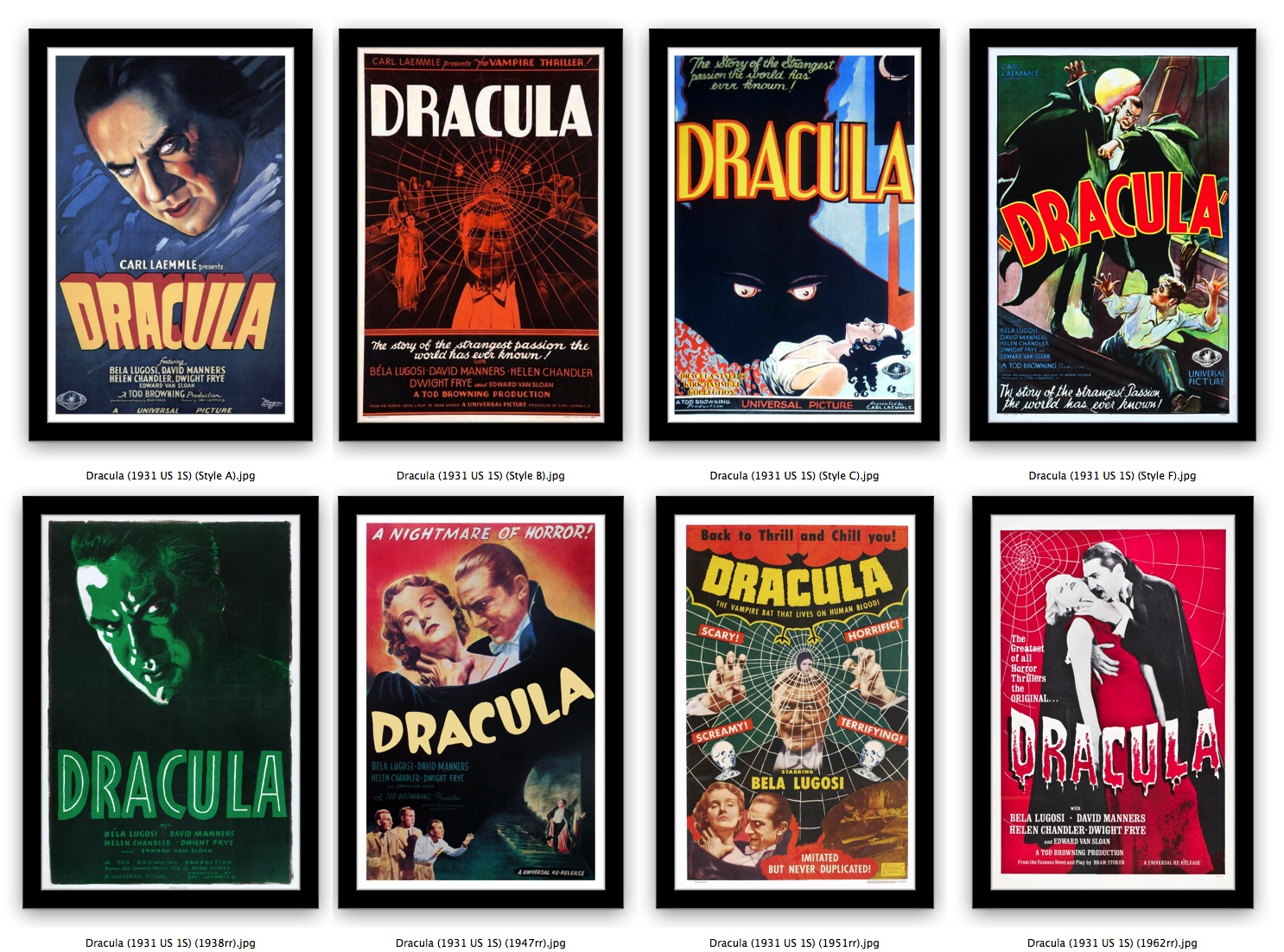

## Cenzură
Filmul a fost lansat inițial având o durată de 85 de minute; când a fost reeditat în 1936, Codul Hays de producție a filmelor era în vigoare.  În această reeditare, se știe că două scene au fost cenzurate.

## Continuări

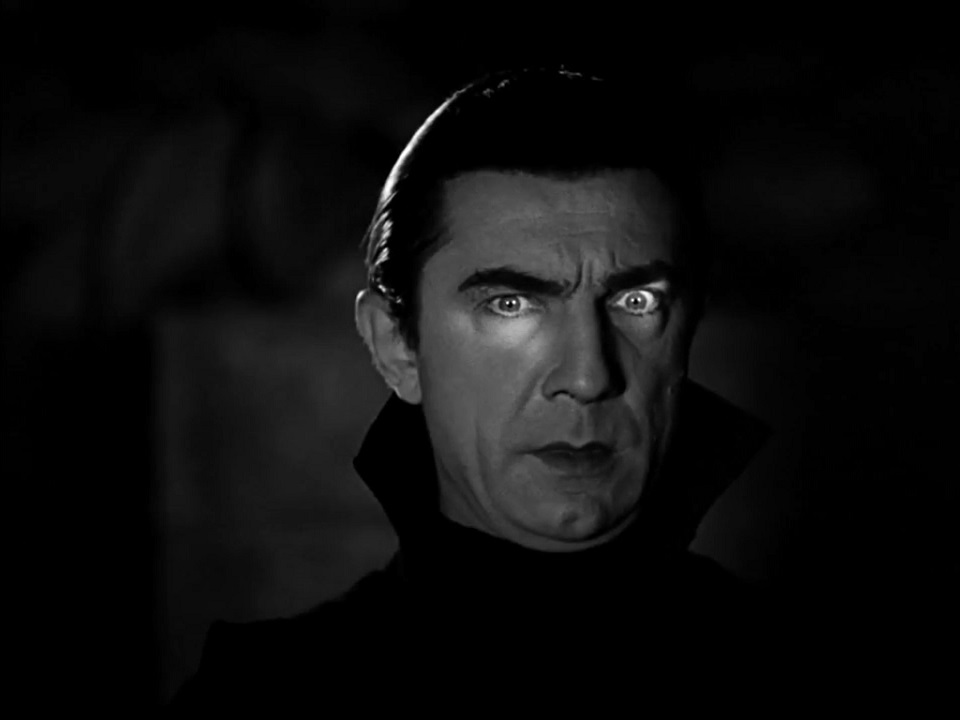
Bela Lugosi ca Dracula

În 1936, la cinci ani după premieră, Universal a lansat Fiica lui Dracula (Dracula's Daughter), o continuare directă care începe imediat după încheierea primului film. Un al doilea sequel, Fiul lui Dracula (Son of Dracula), cu Lon Chaney, Jr., a apărut în 1943. Contele a revenit la viață în alte trei filme Universal de la mijlocul anilor 1940: Casa lui Frankenstein (House of Frankenstein) din 1944, Casa lui Dracula (House of Dracula) din 1945 și în comedia din 1948 Abbott and Costello Meet Frankenstein. Universal ar fi dorit ca Lugosi să-l interpreteze pe Dracula într-un alt film, alături de cuplul Abbott și Costello menționat mai sus, acordând rolul lui John Carradine pentru filmele "monster rally" (maratonul monștrilor) de la mijlocul anilor 1940, deși Carradine se apropia mai mult de descrierea fizică a lui Dracula realizată de Stoker în carte.  Multe dintre imaginile familiare cu Dracula provin din fotografii ale bătrânului Lugosi, realizate la filmarea comediei din 1948, astfel încât rămân două încarnări distincte ale lui Lugosi ca Dracula cu risc de confuzie, cu o diferență de șaptesprezece ani. Din cauză că Lugosi a mai jucat roluri de vampir în alte trei filme în timpul carierei sale, acest lucru a contribuit la o concepție greșită a publicului, conform căreia l-a reprezentat pe Dracula în film de mai multe ori.